# Ge You
Ge You (chinois simplifié : 葛优 ; chinois traditionnel : 葛優 ; pinyin : Gě Yōu) est un acteur chinois né le 19 avril 1957 à Pékin.
Il est considéré comme l'un des acteurs les plus reconnus de Chine continentale, principalement grâce à ses rôles dans des comédies à succès. Vu de Chine, il est l'acteur le plus apprécié du réalisateur Feng Xiaogang. Ensemble, ils ont travaillé sur de nombreux films à succès comme Dream Factory, Big Shot's Funerals ou encore plus récemment If you are the one.
Le travail des deux hommes est moins reconnu à l'échelle mondiale que ceux des réalisateurs Chen Kaige et Zhang Yimou ou des acteurs Tony Leung Chiu-wai, Maggie Cheung ou encore Gong Li. C'est tout simplement parce que ces derniers ont travaillé sur des œuvres plus propices à sensibiliser le public occidental.
Ge You, tout comme Feng Xiaogang, offre des films beaucoup plus ciblés sur les spectateurs chinois. Ainsi, vu de Chine, la popularité de Ge You est énorme, d'autant plus qu'il jouit d'une excellente réputation.
Ge You a reçu le prix d'interprétation masculine au Festival de Cannes 1994 pour son rôle dans Vivre !.

## Filmographie partielle
- The Troubleshooters (1988)
- Ballad of the Yellow River (1989)
- Codename Cougar (1989)
- Steel Meets Fire (1991)
- After the Final Battle (1991)
- Adieu ma concubine (Ba wang bie ji) (1993)
- After Separation (1993)
- Vivre ! (Huozhe) (1994)
- The Hero of Swallow (1996)
- The Emperor's Shadow (1996)
- The Dream Factory (1997)
- Keep Cool (1997)
- Eighteen Springs (1997)
- Be There or Be Square (1998)
- Butterfly Smile (2001)
- Big Shot's Funeral (2001)
- Téléphone mobile (Shou ji) (2003)
- Cala, My Dog! (2003)
- A World Without Thieves (天下无贼 ; Tiān Xià Wú Zéi) (2004)
- The Banquet 夜宴 (2006)
- Shanghai Red (2006)
- Crossed Lines 命运呼叫转移 (2007)
- Distance Runners 夜宴 (2008)
- If you are the One 非诚勿扰 (2008)
- 2019 : My People, My Country